# Karl Friedrich Heinrich von Massow
Karl Friedrich Heinrich von Massow (auch: Wedig Karl Gottlob, * 27. April 1770 in Woblanse; † 11. Oktober 1851 ebenda) war ein preußischer Generalmajor.

## Leben

### Herkunft
Seine Eltern waren der preußische Rittmeister und Herr auf Woblanse, Karl August von Massow (1725–1778) und dessen Ehefrau Anna Dorothea Juliane, geborene von Massow († 1814), eine Tochter des preußischen Kriegsministers Valentin von Massow. Sie heiratete 1781 den Rittmeister Friedrich Wilhelm von Normann (1761–1788).

### Militärkarriere
Massow trat 1785 als Gefreitenkorporal in das Infanterieregiment „von Schönfeld“ der Preußischen Armee ein und avancierte bis Mitte April 1790 zum Sekondeleutnant. Am 10. April 1791 wurde er mit Patent vom 7. Juli 1788 in das Infanterieregiment „von Klingsporn“ versetzt und nahm 1794/95 am Feldzuges in Polen teil. Bis Mitte Januar 1801 stieg Massow zum Kapitän auf und kam als Adjutant der Oberschlesischen Inspektion der Infanterie zum General Julius von Grawert. Am 11. Oktober 1804 wurde er Major und am 19. Oktober 1805 als Kompaniechef in das Infanterieregiment „von Sanitz“ versetzt. Am 14. August 1806 kam er wieder als Adjutant zum General von Grawert. Im Vierten Koalitionskrieg kämpfte Massow in der Schlacht bei Jena, rettete sich nach Magdeburg und ging nach der Kapitulation der Festung in Kriegsgefangenschaft. Am 1. April 1807 wurde er ausgetauscht und in die Festung Silberberg versetzt, um diese mit zu verteidigen.
Nach dem Frieden von Tilsit wurde Massow am 1. Dezember 1807 zum Vizekommandanten und am 18. Februar 1809 zum Kommandanten der Festung ernannt. Am 4. August 1810 wurde er als Kommandeur in das Schlesische Infanterie-Regiment versetzt. Er protestierte dagegen, da Massow es als Rücksetzung empfand und erhielt daraufhin am 29. Oktober 1810 seine Stellung als Festungskommandant zurück. Im Vorfeld der Befreiungskriege wurde er am 22. Juni 1813 zum Oberstleutnant befördert, bevor er am 10. Januar 1814 als Kommandeur zum 4. Schlesischen Landwehr-Regiment versetzt wurde. 1814 nahm er an der Blockade von Metz teil. Am 5. Juni 1815 wurde er Oberst und nach der Rückkehr Napoleons von Elba kämpfte er in der Schlacht bei Waterloo, wofür er das Eiserne Kreuz II. Klasse erhielt.
Nach dem Krieg wurde Massow am 18. März 1816 dem besoldeten Stamm des 4. Schlesischen Landwehr-Infanterie-Regiments zugewiesen. Am 12. März 1820 kam er als Kommandeur zum 18. Landwehr-Regiment. Schließlich erhielt er am 30. Juni 1821 seinen Abschied mit den Charakter als Generalmajor und einer Pension von 800 Talern. Noch am 8. Juni 1843 bekam er den Roten Adlerorden III. Klasse. Er starb am 11. Oktober 1851 auf Woblanse.
In seiner Beurteilung aus dem Jahr 1799 heißt es: „Ein vortrefflicher Offizier, voll Applikation im Dienst, hat laut Zeugnis des Oberstlieutenants von Massenbach bei seinem Aufnehmen in Schlesien Beweise seines Fleißes und seiner mathematischen Kenntnisse gegeben und kann im Felde mit Nutzen gebraucht werden. Qualifiziert sich für den Generalstab“.

### Ehe und Nachkommen
Massow heiratete am 16. November 1802 in Glatz Franziska Friederike Karoline von Favrat (1784–1868), die Tochter des Generals Franz Andreas von Favrat. Das Paar hatte mehrere Kinder, darunter Heinrich von Massow (1810–1896), der preußischer Generalmajor wurde und Davide von Witzleben (1824–1895) heiratete, Tochter des Ministers Jobst von Witzleben.